# الحجة (الشيعة الإسماعيلية)
الحجة مصطلح يُستخدم عند الشيعة عامةً والشيعة الإسماعيلية خاصةً، عادةً للإشارة إلى فرد واحد في أي عصر بشري معين يمثل "دليل" الله للبشرية. الحجة هو نبي أو إمام له علاقة مع الله أعظم من أي شخص آخر. الإمام الذي هو حجة عصره يعمل كوسيط نهائي بين الله والبشرية، مما يعطي الإمام الأسبقية الكبرى في تفسير القرآن الكريم. وباعتباره الوسيط بين الله والبشرية، فإن الإمام هو الشخص الوحيد الذي يمكنه حل التفسيرات المتضاربة لكلمات القرآن بشكل صحيح، مما يمنح الإمام السلطة النهائية على المعرفة الإلهية. في المذهب الشيعي الإثني عشري، يُطلق لقب "الحجة" على الإمام الثاني عشر الذي يُعتقد أنه مُختفٍ عن الأنظار ويُنسب إليه تقليد استخدام الحديث الشيعي لتوجيه المجتمع الديني. إن كلمة الإمام والحجة لا تشير بالضرورة إلى نفس الشخص، لأن الإمام قد لا يكون حجة ولكنه قد يحتفظ بلقب الإمام.

## الدليل على الحجة
إن الإمام الحجة هو حجة لعدة أسباب في تفسير القرآن الكريم والحديث الشيعي. الأول يتمثل في دور الإمام كوسيط بين الله والبشرية. وفقًا للمعتقد الشيعي، انتقل تكليف الإمامة من النبي محمد إلى علي وولديه الحسن والحسين، ثم إلى أبناء الحسين وهكذا. ولذلك، يُعتقد أن الحجة لا تجوز إلا لمن ينتمي إلى آل محمد.
الدليل الثاني المفترض على أن الإمام حجة هو أنه "قناة للنعمة الإلهية التي تأتي إليه باطنياً من عالم ما فوق الحسي".
الدليل الثالث على حجة الإمام هو براءة الإمام من دنس الذنوب البشرية. الإمام هو شخصية معصومة لدرجة أنه خالٍ من ارتكاب الأخطاء البشرية أو تفسير القرآن بشكل خاطئ، والذي من شأنه أن يؤدي بخلاف ذلك إلى الخطأ البشري والخطيئة. فإن الرجل الذي يرتكب المعصية لا يصلح للإمامة لأنه قد ينشر المعصية وبالتالي يحرم من رتبة الإمامة وبالتالي لا يمكن أن يحصل على الحجة.
ويقال إن السبب الرابع هو أن نعمة الله تحفظ خلقه على الطاعة وتبعدهم عن المعصية. ومع ذلك، إذا أمر الله الإنسان بفعل شيء يعلم أنه لا يستطيع فعله أو سيجد صعوبة في القيام به، فإنه يتناقض مع هدفه. ولذلك أعطى الله للإنسانية الحجة لتساعده على الوصول إلى الله وعظمته.
والتبرير الأخير للحجة يأتي من فكرة أن العالم لا وجود له بدون الحجة. «واعلموا أن الأرض لا تخلو من حجة لله عز وجل، ولكن الله سيعمي خلقه عنها بظلمهم وجورهم وإسرافهم على أنفسهم، ولو خلت الأرض ساعة واحدة من حجة لله لساخت بأهلها».

## طالع أيضًا
- إتمام الحجة